# Nysted Kommune
Nysted Kommune i Storstrøms Amt blev dannet ved kommunalreformen i 1970. Ved strukturreformen i 2007 indgik kommunen i Guldborgsund Kommune sammen med Nørre Alslev Kommune, Sakskøbing Kommune, Stubbekøbing Kommune, Sydfalster Kommune og det meste af Nykøbing Falster Kommune.

## Tidligere kommuner
Nysted havde været købstad, men det begreb mistede sin betydning ved reformen. 5 sognekommuner blev lagt sammen med Nysted købstad og dens landsogn (Vantore Sogn) til Nysted Kommune.
| Kommune              | Folketal 1. januar 1970 | Byer         |
| -------------------- | ----------------------- | ------------ |
| Nysted               | 1.204                   | Nysted       |
| Nysted Landsogn      | 506                     |              |
| Døllefjelde-Musse    | 662                     |              |
| Herritslev           | 673                     |              |
| Kettinge-Bregninge   | 1.884                   | Frejlev      |
| Vester Ulslev        | 609                     |              |
| Øster Ulslev-Godsted | 786                     | Øster Ulslev |
| I alt                | 6.324                   |              |

## Sogne
Nysted Kommune bestod af følgende sogne, alle fra Musse Herred:
- Bregninge Sogn (Guldborgsund Kommune)
- Døllefjelde Sogn
- Godsted Sogn
- Herritslev Sogn
- Kettinge Sogn
- Musse Sogn
- Nysted Sogn
- Vantore Sogn
- Vester Ulslev Sogn
- Øster Ulslev Sogn

## Borgmestre[2]
| Periode   | Navn                    | Parti             |
| --------- | ----------------------- | ----------------- |
| 1970-1974 | Johannes Bjerre         | Venstre           |
| 1974-1982 | Erling Juul Andreasen   | Socialdemokratiet |
| 1982-1990 | Bent Bille-Hansen       | Venstre           |
| 1990-2002 | Leo Thorsen             | Socialdemokratiet |
| 2002-2006 | Lennart Damsbo-Andersen | Socialdemokratiet |